# Дон Дет
Дон Дет (лаос. ດອນເດດ) — острів на річці Меконг в архіпелазі Сі Фан Дон («Чотири тисячі островів») у провінції Тямпасак на півдні Лаосу.

## Історія
Залізниця Дон Дет–Дон Кхон — вузькоколійна вантажна залізниця, завдовжки 7 км, на островах Дон Дет і Дон Кхон, відкрита в 1893 році для перевезення суден, вантажів і пасажирів річкою Меконг і закрита з 1940-х років.

## Географія
Пішохідна доріжка навколо острова довжиною 7,2 км. Дон Дет з'єднаний мостом з островом-близнюком Дон Кхон, яким проходить полотно вузькоколійної залізниці. Дон Сом, найближчий острів, до якого можна дістатися пірогою, розташований на відстані 250 метри від Дон Дет.
У північній частині острова є буддійський храм і дві початкові школи.
|                                  |
| Буддійська милостиня на Дон Дет. |

|                                        |
| Ритуальна процесія буддійських ченців. |

|                             |
| Фестиваль духів на Дон Дет. |

|                                          |
| Вид з Дон Дет на берег острова Дон Кхон. |

## Клімат
Дон Дет має тропічний вологий і сухий клімат. Хоча місцевість загалом дуже тепла протягом року, у грудні та січні погода помітно прохолодніша. На острові також відчутні вологий і сухий сезони. Вологий сезон з квітня по жовтень, і сухий — протягом решти п'яти місяців (з листопада по березень). Температура коливається від 15 °C до 38°C.
| |
| Різнокольорові хмари та блакитне небо з відображенням у воді острова, на якому росте дощове дерево та інші дерева, на сході сонця. |

|                                                  |
| Будиночок оточений деревами під грозовим небом.. |

| |
| Пейзаж із грозовими хмарами та пірогою на Меконзі в золоту годину. Вид з мосту між Дон Дет і Дон Кхон. |

|                                                                                          |
| Сонячні зелені рисові поля з деревами та довгими тінями в золоту годину, під час мусону. |

| |
| Довга тінь мертвого дерева на сухих полях, сонячний день із синім небом і білими хмарами, пізній вечір під час сухого сезону. |

|                                                                |
| Непрозорі та дзеркальні зелені рисові поля з одинокою пальмою. |

## Туризм
Водоспад Кхон — найширший (середня ширина 10 783 м) і один з найпотужніших (5-те місце) водоспадів у світі, являє собою низку непрохідних порогів висотою до 21 метра, які дали початок будівництву залізниці, є одним з основних туристичних об'єктів, до якого можна дістатися з Дон Дет. У навколишніх водах водяться прісноводні іравадійські дельфіни (пакха), вид, що перебуває під загрозою зникнення.

## Дика природа
На острові Дон Дет водяться водяні буйволи (Bubalus bubalis), звичайні хатні гекони (Hemidactylus frenatus), бронзовий трав'яний сцинк (Eutropis macularia) і біолюмінесцентні жуки. У навколишніх водах острова водяться прісноводні іравадійські дельфіни (дельфін Іраваді, Orcaella brevirostris).
|                                       |
| Два водяні буйволи (Bubalus bubalis). |

|                                                |
| Теля водяного буйвола, задивилося на прохожих. |

|                                         |
| Рисовий стриж (Borbo cinnara) на листі. |

|                                                                                             |
| Самець Brachythemis contaminata, на конічній бруньці індійського лотоса (Nelumbo nucifera). |

|                                                                                              |
| Домашній кіт (F. silvestris catus) грається зі східною садовою ящіркою (Calotes versicolor). |

| |
| Цикада (Dundubia), сидить поруч із своїм ексувієм, відразу після линяння, помічена на острові Дон Дет. |

|                                                                        |
| Біолюмінесцентний жук з сімейства елатероїдних (Elateroidea) на листі. |

|                                                           |
| бронзовий трав'яний сцинк (Eutropis macularia) їсть жабу. |

|                                                     |
| Домашні гекони (Hemidactylus frenatus), спарювання. |

|                                                                                  |
| Павук-стрибунець (Plexippus petersi), самець, на пальці людини, у золоту годину. |

|                                                                                   |
| Бабка pantala flavescens (Pantala flavescens), самець у польоті на рисовому полі. |

|                                                 |
| Жук-чорнотілок (Strongylium) на листі, Дон Дет. |

## Галерея
|                                           |
| Перевезення буйволів на Меконгу, Дон Дет. |

|                                                   |
| Хлопчик оре трактором на заході сонця на острові. |

|                     |
| Дівчинка з Дон Дет. |

|                      |
| Місцева лаоська їжа. |

|                                                            |
| Сушена риба (лаос. ປາຕາກ; па так) з річки Меконг, Дон Дет. |

|                                                                                                  |
| Локомотив — історичний і туристичний об'єкт колишньої вузькоколійної залізниці Дон Дет–Дон Кхон. |

## Нотатки
1. ↑  Щодня рано вранці троє дітей-монахів із храму ходять по селу зі своїми мисками для милостині, щоб зібрати їжу, приготовлену та запропоновану місцевими жителями, і прочитати коротку молитву в обмін. Ритуально буддистські ченці в Лаосі харчуються лише два рази на день: один вранці та один опівдні. Увечері постять.
2. ↑  Щодня рано вранці троє дітей-монахів із храму ходять по селу зі своїми мисками для милостині, щоб зібрати їжу, приготовлену та запропоновану місцевими жителями, і прочитати коротку молитву в обмін. Ритуально буддистські ченці в Лаосі харчуються лише два рази на день: один вранці та один опівдні. Увечері постять.
3. ↑  Ритуальна процесія буддійських ченців перед труною над вогнищем перед запалюванням вогню під час похоронів у сільській місцевості Дон Дет. Тримання мотузки, прив’язаної до труни, — це ритуал, який називається чунгсоб (лаос. ຈູງສົບ) стосовно душі померлого. Цю мотузку не спалять і можуть зберігати ченці. Традиційно бавовняні нитки відіграють важливу роль у церемоніях у Лаосі, як-от у баці, і їх можна використовувати різними способами в різних випадках. Перед труною буддистське грошове дерево, релігійний предмет із справжніми банкнотами, підношення ченцям.
4. ↑  Ритуальна процесія буддійських ченців перед труною над вогнищем перед запалюванням вогню під час похоронів у сільській місцевості Дон Дет. Тримання мотузки, прив’язаної до труни, — це ритуал, який називається чунгсоб (лаос. ຈູງສົບ) стосовно душі померлого. Цю мотузку не спалять і можуть зберігати ченці. Традиційно бавовняні нитки відіграють важливу роль у церемоніях у Лаосі, як-от у баці, і їх можна використовувати різними способами в різних випадках. Перед труною буддистське грошове дерево, релігійний предмет із справжніми банкнотами, підношення ченцям.
5. ↑  У день привидів  (Boun kao padap din) жителі села Дон Дет пропонують ченцям у храмі рис, печиво та домашню випічку.
6. ↑  У день привидів  (Boun kao padap din) жителі села Дон Дет пропонують ченцям у храмі рис, печиво та домашню випічку.
7. ↑  Вид з Дон Дет на берег острова Дон Кхон, з дерев'яними будинками на палях, у сонячному світлі в золоту годину, нахиленими пальмами і різнокольоровими хмарами.
8. ↑  Вид з Дон Дет на берег острова Дон Кхон, з дерев'яними будинками на палях, у сонячному світлі в золоту годину, нахиленими пальмами і різнокольоровими хмарами.
9. ↑  Маленький житловий будиночок, зроблений із дерева та гофрованого заліза, оточений деревами та бамбуковими парканами, посеред зелених рисових полів, з довгими тінями на сонці під грозовим небом. На передньому плані йде жінка в червоному светрі та конічному солом’яному капелюсі. Фотографія зроблена у золоту годину, під час мусону.
10. ↑  Маленький житловий будиночок, зроблений із дерева та гофрованого заліза, оточений деревами та бамбуковими парканами, посеред зелених рисових полів, з довгими тінями на сонці під грозовим небом. На передньому плані йде жінка в червоному светрі та конічному солом’яному капелюсі. Фотографія зроблена у золоту годину, під час мусону.
11. ↑  Водяні буйволи купаються на заході сонця в ставку на острові. Ці буйволи в спекотну погоду часто охолоджують своє тіло у воді (або в мулі). Одна з цих свійських тварин (праворуч) має мотузку, яка протягнута через ніздрі, щоб полегшити поводження з нею протягом вегетаційного періоду культурних рослин, хоча тут у травні вони ще не прив'язані  і вільно пересуваються островом.
12. ↑  Водяні буйволи купаються на заході сонця в ставку на острові. Ці буйволи в спекотну погоду часто охолоджують своє тіло у воді (або в мулі). Одна з цих свійських тварин (праворуч) має мотузку, яка протягнута через ніздрі, щоб полегшити поводження з нею протягом вегетаційного періоду культурних рослин, хоча тут у травні вони ще не прив'язані  і вільно пересуваються островом.
13. ↑  Біолюмінесцентний жук з сімейства елатероїдних[en]. Цей вид виробляє та випромінює світло за допомогою хімічної реакції, під час якої хімічна енергія перетворюється на світлову. Через явище світлового забруднення, інсектицидів і зміни клімату кількість біолюмінесцентних видів жуків у світі зменшується. Цей екземпляр походить з острова Дон Дет.
14. ↑  Біолюмінесцентний жук з сімейства елатероїдних[en]. Цей вид виробляє та випромінює світло за допомогою хімічної реакції, під час якої хімічна енергія перетворюється на світлову. Через явище світлового забруднення, інсектицидів і зміни клімату кількість біолюмінесцентних видів жуків у світі зменшується. Цей екземпляр походить з острова Дон Дет.